# سومایلا کوناره
سومایلا کوناره (انگلیسی: Sumy؛ زادهٔ ۲۲ ژوئیهٔ ۱۹۹۱) بازیکن فوتبال اهل مالی است که در لیگ ملی جبل الطارق در پست هافبک بازی می کند.